# Transistor (игра)
Transistor (с англ. — «Транзистор») — компьютерная игра в жанре Action/RPG, разработанная и изданная студией Supergiant Games. Релиз игры состоялся 20 мая 2014. Игра доступна на платформах Microsoft Windows, PlayStation 4, Nintendo Switch, OS X, Linux, SteamOS, а также IOS.
Действие Transistor разворачивается в вымышленном городе Клаудбанк. Игроку даётся управление певицей по имени Ред, которая стремится отомстить организации, совершившей покушение на её жизнь незадолго до событий игры. В этом ей помогает говорящий двуручный меч Транзистор, в который было помещено сознание неизвестного, который спас жизнь Ред.
Игра преимущественно получила хорошие оценки от критиков. Сильными сторонами отмечены визуальный стиль игры, музыкальное сопровождение и подача сюжета. Сомнение же вызвали однообразные бои и малая продолжительность игры.

## Игровой процесс

На скриншоте представлен интерфейс TransistorИгрок находится в режиме планирования. Сверху — полоса действий, возможных за одно планирование, снизу — полоса очков здоровья и «функции», выбранные игроком.

Transistor является компьютерной игрой в жанре Action/RPG с видом от третьего лица. Игроку предоставляется управление за девушку по имени Ред, которая вооружена двуручным мечом Транзистором. Меч обладает большим количеством разных ударов, которые игрок получает по мере прохождения игры. В бою игрок может свободно переключаться между двумя боевыми режимами: реального времени и планирования. Во втором режиме игрок может выбрать последовательность передвижений и активных действий, которые будут автоматически выполнены персонажем после выхода из режима планирования. Для повторного использования способности требуется наполнение специальной панели, что занимает некоторое время и не даёт находиться в этом режиме неограниченное время. В режиме реального времени игрок может неограниченно передвигаться и использовать умения.
В игре присутствуют очки опыта, получаемые за уничтожение групп врагов. Получив достаточное количество очков опыта, игрок получает новый уровень и выбор нового активного или пассивного умения, именуемых в игре «функцией», которые впоследствии можно комбинировать с другими для получения дополнительных эффектов. Всего существует три режима «функции»: активный, пассивный и дополнительный к активному. Кроме того, при получении нового уровня игрок может увеличить количество слотов для функций, открыть дополнительную ячейку улучшения активной функции или увеличить общее количество одновременного количества умений у игрока. Для увеличения сложности игры предусмотрены специальные модули, также доступные при достижении нового уровня, которые модифицируют Процесс: увеличивается урон, здоровье, количество роботов и тому подобное. Все эти операции можно выполнить в специальных терминалах, которые повсеместно встречаются игроку по мере прохождения игры.

## Синопсис

### Сеттинг
Действие игры происходит в городе Клаудбанк (англ. Cloudbank) — технологически развитом городе отдалённого будущего. Главная героиня игры, Ред (англ. Red), — известная певица города, которая подвергается покушению со стороны Процесса (англ. Process) — формирования роботов, контролируемых организацией Камерата (англ. Camerata).

### Сюжет
Сразу после запуска игры начинается повествование. Перед игроком предстаёт картина, где Ред сидит на коленях рядом с неизвестным мужчиной, который был убит светящимся двуручным мечом ростом с человека — Транзистором. Очевидно, что сознание неизвестного мужчины было поглощено мечом, так как он вступает в диалог с главной героиней, которая потеряла свой голос. Выясняется, что певица была украдена высокопоставленной организацией под названием Камерата. После вступительной сцены игроку предоставляется управление Ред, которая, орудуя Транзистором, вступает в конфликт с Процессом, который находится под контролем Камераты.
Справившись с группой Процесса, Транзистор настаивает на том, чтобы они покинули город, но Ред решает остаться, чтобы вернуть тело неизвестного и свой голос, найдя главу Камераты. Ред возвращается в место своего выступления, где на неё напали. Там она встречает Сибил Райз — члена Камераты, подружившуюся с певицей до покушения, которая находится в изуродованном Процессом виде. После победы Транзистор поглощает сознание Сибил, благодаря чему они узнают, где находится главный штаб Камераты, в котором находится глава организации — Грант Кендрел.
По мере приближения к главному штабу, Ред замечает, что действия Процесса стали более агрессивными — они захватывают целые районы с различными достопримечательностями города. Ашер Кендрел, другой член организации, публично приносит извинения за действия Процесса, раскрывая свою причастность к нападениям. Становится очевидным, что формирование роботов давно вышло из под контроля Камераты. Ашер заявляет, что нынешние события идут вразрез с их планами. Борьба с многочисленными группами Процесса оборачивается для главной героини появлением огромного змеевидного существа, именуемого Осью. Достигнув штаба Камераты, Ред обнаруживает, что Грант и Ашер покончили с собой.
Из предсмертной аудиозаписи Ашера главная героиня понимает, что остался ещё один член Камераты, которого она принимается искать в надежде узнать ответы на свои вопросы. За ним Ред отправляется обратно в место, где началась игра. Там их находит робот, транслирующий аудиосигнал от Ройса — последнего члена организации. Ройс предлагает перемирие, чтобы объединить свои силы против Процесса, так как Ройс знает путь избавления от врага, а у Ред имеется Транзистор, требуемый для исполнения этой цели. Продвинувшись дальше, перед игроком предстают видоизменённые Процессом здания и улицы, что было связано с деформацией пространства. Ред вместе с Транзистором доходит до лаборатории Ройса, где тот пропускает их к неизвестной установке, в которую Ред помещает меч. После этого она и Ройс поглощаются в виртуальное пространство, где они оба, вооружённые Транзистором, вступают в бой, в котором победу одерживает Ред.
Оставив Ройса внутри меча, Ред возвращается в Клаудбанк и начинает восстанавливать город, повреждённый Процессом, с помощью Транзистора. Достигнув места, где началась игра, Ред восстанавливает участок, на котором находится тело неизвестного, закрывшего Ред от меча. Будучи привязанной к нему, Ред решает пронзить себя мечом. В финальной сцене показывают Ред и незнакомца, встретившихся в виртуальном мире внутри Транзистора.

## Разработка
Разработка игры Transistor началась в 2013 году под руководством американской независимой компании-разработчика Supergiant Games. Первые упоминания об игре вместе с геймплейным трейлером появились в официальном блоге разработчиков 19 марта 2013 года. В разработке игры принимали участие люди, что разрабатывали предыдущую игру студии — Bastion, что нашло своё отражение в рецензиях на игру. 11 марта 2014 года было анонсировано, что игра находится в стадии альфа-разработки, что означало окончание основных работ и начало доработки мелких деталей игры. Даррен Корб принял участие в аудио-составляющей разработке игры, а также написал к ней саундтрек. Вокальная партия была исполнена певицей Эшли Баретт. Художественным оформлением игры, обложки игры и саундтрека занималась художница Джен Зи.
Летом 2018 года, благодаря уязвимости в защите Steam Web API, стало известно, что точное количество пользователей сервиса Steam, которые играли в игру хотя бы один раз, составляет 1 329 184 человека.

### Саундтрек
Музыка к игре была написана композитором Дарреном Корбом при участии Эшли Барретт, исполняющую роль вокала. Жанр саундтрека описан как «электронный пост-рок „старого“ времени». За первые десять дней со дня начала продаж было продано более 48 тысяч копий саундтрека. В целом саундтрек получил позитивные отзывы в различных интернет-обзорах.
| №                   | Название                             | Длительность |
| ------------------- | ------------------------------------ | ------------ |
| 1.                  | «Old Friends»                        | 3:21         |
| 2.                  | «Stained Glass»                      | 2:11         |
| 3.                  | «Forecast»                           | 2:39         |
| 4.                  | «The Spine» (feat. Эшли Барретт)     | 3:14         |
| 5.                  | «Coasting»                           | 3:29         |
| 6.                  | «Vanishing Point»                    | 3:40         |
| 7.                  | «Traces»                             | 2:02         |
| 8.                  | «Water Wall»                         | 3:56         |
| 9.                  | «Cut Apart»                          | 0:52         |
| 10.                 | «In Circles» (feat. Эшли Барретт)    | 3:26         |
| 11.                 | «Gold Leaf»                          | 2:43         |
| 12.                 | «Heightmap»                          | 4:23         |
| 13.                 | «Dormant»                            | 2:51         |
| 14.                 | «Apex Beat»                          | 3:10         |
| 15.                 | «Gateless»                           | 4:19         |
| 16.                 | «Sandbox»                            | 3:29         |
| 17.                 | «We All Become» (feat. Эшли Барретт) | 2:29         |
| 18.                 | «Interlace»                          | 4:06         |
| 19.                 | «Tangent»                            | 3:23         |
| 20.                 | «Signals» (feat. Эшли Барретт)       | 2:55         |
| 21.                 | «Impossible»                         | 4:40         |
| 22.                 | «Blank Canvas»                       | 0:52         |
| 23.                 | «Paper Boats» (feat. Эшли Барретт)   | 4:00         |
| Общая длительность: | Общая длительность:                  | 1:12:23      |

| №  | Название                                                                            | Длительность |
| -- | ----------------------------------------------------------------------------------- | ------------ |
| 1. | «_n C_rcl_s» (видоизменённая «In Circles», играющая во время битвы с первым боссом) | 3:25         |
| 2. | «V_n_sh_ng P__nt» (видоизменённая «Vanishing Point»)                                | 4:51         |

## Критика
| Сводный рейтинг       | Сводный рейтинг            |
| Агрегатор             | Оценка                     |
| --------------------- | -------------------------- |
| GameRankings          | (PS4) 84,52 % (PC) 83,92 % |
| Metacritic            | (PC) 83/100 (PS4) 84/100   |
| Иноязычные издания    |                            |
| Издание               | Оценка                     |
| Destructoid           | 8,5/10                     |
| Edge                  | 9/10                       |
| Game Informer         | 9/10                       |
| GameSpot              | 8/10                       |
| IGN                   | 9/10                       |
| Русскоязычные издания |                            |
| Издание               | Оценка                     |
| Absolute Games        | 75/100                     |
| PlayGround.ru         | 8,5/10                     |
| Riot Pixels           | 70 %                       |
| «Игромания»           | 9/10                       |
| «Канобу»              | 9/10                       |

### Зарубежная пресса
В обзоре на портале Destructoid Transistor сравнивалась с первой игрой студии, Bastion. Обозреватель пришёл к выводу, что Transistor — «впечатляющая попытка», «не столь оглушительная», как предшественница, но имеющая свои достоинства — графику Джен Зи, саундтрек Даррена Корба, голосовое сопровождение Логана Каннингема — и новшества (включая абсолютно новых персонажей, место действия и боевые движения), которые не позволяют назвать игру неоригинальной. Мэтт Миллер из Game Informer дал игре положительную оценку, отметив «загадочных персонажей», «тёплые, акварельные краски» визуального оформления, и саундтрек, в котором «сочетание джаза, электроники и голоса вызывает значительный эмоциональный эффект». Обозреватель оценил сложность игры и похвалил присутствующее в Transistor «ощущение чуда», хотя игроку, по его мнению, также придётся принять и моменты некоторой недосказанности.

### Российская пресса
В рецензии интернет-журнала «Игромания» Transistor была высоко оценена за визуальное и музыкальное оформление, «изящную» боевую систему и «интригующую подачу истории и вселенной», что, как указано в рецензии, стало возможным благодаря тому, что над новой игрой студии работали те же люди, что и над игрой Bastion — прошлой игрой студии, получившую положительные рецензии ранее. Однако однообразные сражения и малая длительность игры вызвала неоднозначную реакцию. Вадим Михнов в рецензии от «Kanobu.ru» отметил, что игра является не просто тщательной переработкой первой игры студии, а представляет собой самостоятельный продукт, впитавший в себя все достоинства Bastion. Присутствие определённой недосказанности истории было воспринято положительно, ибо «…героям нет нужды рассказывать друг другу то, что и так им известно», тогда как остальное стороннему наблюдателю (игроку) придётся домыслить самому. Подчёркивается, что разработчики игры уделили большое внимание декоративным вещам. Например, в игре «отдельная кнопка отвечает за то, чтобы Ред начала напевать себе под нос мелодию, которая меняется в зависимости от фоновой музыки». Егор Антоненков рецензию от «Absolute Games» завершил словами: «Transistor, красивая и талантливо сделанная в каждом аспекте [игра]» лишена цельности игры-предшественницы, что не даёт полюбить игру целиком, однако Егор утверждает, что каждый найдёт своё в отдельных её чертах. В видеообзоре игры от «PlayGround.ru» Transistor описали смесью визуального стиля Bastion, смешанного с атмосферой игры Blade Runner. Клаудбанк, город, в котором происходит действие игры, был назван таким же несуразным и в то же время атмосферным, как и город из Total Recall 2012 года. Сама игра, по мнению автора видеообзора, начинается с середины, что заставляет игрока по крупицам собирать информацию о прошлом и настоящем для сложения полной картины происходящего. Система геймплея, состоящая из двух режимов, была положительно встречена, что объясняется ритмичностью сражений в режиме реального времени и интересной тактической составляющей режима планирования. Саундтрек Transistor оценён как один из самых лучших за прошедшие пять лет.

### Награды
Игра была положительно встречена ещё до релиза. На мероприятии E3 в 2013 году игра получила множество наград и номинаций.
| Год  | Награда                                   | Категория                                   | Результат |
| ---- | ----------------------------------------- | ------------------------------------------- | --------- |
| 2013 | Game Critics Awards                       | Лучшая загружаемая игра                     | Победа    |
| 2013 | Game Informer                             | Лучшая загружаемая игра                     | Победа    |
| 2013 | Polygon                                   | Выбор редакции                              | Победа    |
| 2013 | Destructoid                               | Игра шоу                                    | Номинация |
| 2013 | Yahoo! Games                              | Лучшая игра на E3 2013                      | Победа    |
| 2013 | TIME Techland                             | Самая интригующая фантастическая игра на E3 | Победа    |
| 2013 | IGN                                       | Лучшая игра на Playstation 4                | Номинация |
| 2013 | Destructoid                               | Наибольший сюрприз выставки E3              | Номинация |
| 2013 | The Nerdist                               | Лучшая загружаемая/инди игра                | Победа    |
| 2013 | Electric Playground                       | Лучшая инди игра                            | Победа    |
| 2013 | Game Revolution                           | Лучшая игра на E3                           | Победа    |
| 2013 | The Escapist                              | «Любимое» на E3                             | Победа    |
| 2013 | RPGFan.com                                | Лучшая Action/RPG игра                      | Победа    |
| 2013 | Digital Trends                            | Лучшая игра с цифровой дистрибуцией         | Номинация |
| 2013 | GamingIllustrated.com                     | Лучшая игра E3 2013                         | Победа    |
| 2013 | SideQuesting.com                          | Лучшая игра E3 2013                         | Победа    |
| 2013 | Gaming Excellence                         | Лучшая загружаемая игра                     | Номинация |
| 2013 | Hardcoregamer.com                         | Лучшая игра на Playstation 4                | Номинация |
| 2013 | Hardcoregamer.com                         | Лучшая инди игра                            | Номинация |
| 2013 | STFUandPlay                               | Лучшая 2D Action игра                       | Победа    |
| 2014 | The Game Awards                           | Лучшая инди игра                            | Номинация |
| 2014 | The Game Awards                           | Лучший саундтрек                            | Номинация |
| 2014 | Giant Bomb’s 2014 Game of the Year Awards | Лучший саундтрек                            | Номинация |
| 2015 | IGN's Best of 2014                        | Лучшая графика                              | Победа    |
| 2015 | IGN's Best of 2014                        | Лучший саундтрек                            | Номинация |
| 2015 | IGN's Best of 2014                        | Игра года                                   | Номинация |
| 2015 | IGN's Best of 2014                        | Лучшая PS4 игра                             | Номинация |
| 2015 | IGN's Best of 2014                        | Лучшее звуковое оформление                  | Номинация |
| 2015 | IGN's Best of 2014                        | Лучшая стратегия                            | Номинация |